# Taliaferro megye
Taliaferro megye az Amerikai Egyesült Államokban, azon belül Georgia államban található. Megyeszékhelye és legnagyobb városa Crawfordville. Lakosainak száma 1559 fő (2020. április 1.). Taliaferro megye Wilkes, Hancock, Warren, Greene és Oglethorpe megyékkel határos.

## Népesség
A megye népességének változása:
| Lakosok száma | 1710 | 1714 | 1692 | 1703 | 1639 | 1559 |
|               | 2010 | 2011 | 2012 | 2013 | 2015 | 2020 |